# Fondaparinux
Fondaparinux ist ein synthetisch hergestelltes Pentasaccharid und zählt zu den selektiven Faktor Xa-Hemmern. Als erster Vertreter dieser Substanzklasse hemmt es die Blutgerinnung und zeichnet sich durch ein breites Anwendungsspektrum aus.

## Eigenschaften
Fondaparinux setzt sich aus den pharmakophorischen fünf Zuckerbausteinen des Heparinmoleküls zusammen, die für die spezifische Hemmung des Faktors Xa verantwortlich sind.  Am ersten Zucker trägt es eine Sulfat- statt einer Acetylgruppe. Fondaparinux zählt zu den ultraniedermolekularen Heparinen (ultra-low molecular weight heparin, ULWMH). Pharmazeutisch wird es als Natriumsalz (Fondaparinux-Natrium) eingesetzt.

## Pharmakolgie
Die antithrombotische Wirkung wird durch die selektive und reversible Hemmung des Faktors Xa, vermittelt durch Antithrombin III (AT III), erreicht. Fondaparinux verstärkt durch die Bindung an AT III die Faktor Xa-Hemmung etwa 300fach, wodurch die Gerinnungskaskade unterbrochen, die Bildung von Thrombin verhindert und das Wachstum von Thromben gehemmt wird. Der Wirkstoff geht keine Bindung an Plättchenfaktor 4 ein, weswegen Kreuzreaktionen bei Patienten mit Heparin-induzierter Thrombozytopenie (HIT) Typ II üblicherweise nicht zu erwarten sind. Allerdings existieren vereinzelt Berichte über das Auftreten einer HIT unter Fondaparinux.
Fondaparinux wird nach subkutaner Injektion vollständig und schnell resorbiert. Die Bioverfügbarkeit liegt bei 100 % und die halbmaximale Plasmakonzentration wird nach 25 min erreicht. Die Applikation erfolgt mittels gebrauchsfertiger Spritzen, die in festgelegten Dosierungen einmal täglich zur Prophylaxe und Therapie von thromboembolischen Erkrankungen eingesetzt werden.
Fondaparinux hat keinen Einfluss auf Routine-Gerinnungstests wie die aktivierte partielle Thromboplastinzeit (aPTT), die aktivierte Gerinnungszeit (ACT), die Prothrombinzeit (PT) oder das International Normalized Ratio (INR). Auch Parameter wie die Blutungszeit und die fibrinolytische Aktivität bleiben unverändert. Daher ist unter der Anwendung von Fondaparinux kein routinemäßiges Monitoring der Gerinnungswerte erforderlich. Ein routinemäßiges Monitoring der Thrombozytenzahl ist ebenfalls nicht notwendig, da eine Heparin-induzierte Thrombozytopenie (HIT) unter Fondaparinux üblicherweise nicht zu erwarten ist.

## Indikationsgebiete
Fondaparinux besitzt ein breites Anwendungsspektrum. Zugelassene Anwendungsgebiete sind die
- Prophylaxe von venösen thromboembolischen Ereignissen (VTE) bei erwachsenen internistischen Patienten mit erhöhtem VTE-Risiko und Immobilität, nach abdominalen Eingriffen mit hohem VTE-Risiko wie z. B. nach einer abdominalen Krebsoperation und nach größeren orthopädischen Eingriffen an den unteren Extremitäten (inkl. Prophylaxe nach Hüftfraktur)
- Therapie des akuten Koronarsydroms (ACS) einschließlich instabiler Angina pectoris (IA) / Myokardinfarkt ohne ST-Streckenhebung (NSTEMI) sowie des Myokardinfarkts mit ST-Streckenhebung (STEMI)
- Behandlung von Lungenembolien (LE), oberflächlichen Venenthrombosen (OVT) und tiefen Beinvenenthrombosen (TVT)

## Anwendung
Das Arzneimittel wird als Injektionslösung subkutan, zumeist im Bauchbereich, verabreicht. Das Mittel darf nicht intramuskulär injiziert werden. Fondaparinux ist in Deutschland das einzige zugelassene Medikament zur Behandlung der oberflächlichen Venenthrombose (OVT). 

### Anwendung bei Niereninsuffizienz
Die Anwendung ist auch bei Patienten mit einer mittleren und schweren Niereninsuffizienz möglich. Die Dosierung richtet sich nach Anwendungsgebiet und Kreatinin-Clearance. Bei einer Kreatinin-Clearance von weniger als 20 ml/min (VTE-Prophylaxe und OVT-Therapie) bzw. weniger als 30 ml/min (Therapie von TVT und Lungenembolie) ist die Gabe kontraindiziert.

### Anwendung bei Leberfunktionsstörung
Die Anwendung ist auch mit leichter oder mittelgradiger Leberfunktionsstörung ohne Dosisanpassung möglich. Liegt eine schwere Leberfunktionsstörung vor, muss Fondaparinux mit Vorsicht angewendet werden.

## Studien
Im Rahmen mehrerer klinischer Studien wurde die Wirksamkeit und Verträglichkeit von Fondaparinux in verschiedenen Indikationen dargelegt.
| Studie (Autor, Jahr) | Akronym                                                            | Design | n       | Primärer Endpunkt | Outcomes |
| --- | ------------------------------------------------------------------ | --- | ------- | --- | --- |
| Zusammenfassung der Wirksamkeit und Sicherheit von vier klinischen Studien mit Fondaparinux mit gleichem Komparator, Adjudikationskomitees und gleichen Studienendpunkten.(Turpie 2002)                                                                             | Metaanalyse der Studien PENTHIFRA, PENTAMAKS, EPHESUS, PENTATHLON  | Prädefinierte Metaanalyse von vier Studien (MC, R, DB)                                                                                            | 7.344   | Thromboembolische Komplikationen (TVT und/oder LE) bis zum 11. postoperativen Tag.                                                                        | Fondaparinux reduzierte VTE signifikant gegenüber Enoxaparin (6,8 % vs. 13,7 %; Risikoreduktion 55,2 %, p<0,001). In den Vergleichsstudien mit Enoxaparin 40 mg einmal täglich, Beginn 12 Stunden präoperativ, wurden größere Blutungen bei 2,8 % der mit der empfohlenen Dosis Fondaparinux behandelten Patienten im Vergleich zu 2,6 % der mit Enoxaparin behandelten Patienten beobachtet, wenn Fondaparinux entsprechend der FI frühestens 6 h nach dem Eingriff gegeben wurde. |
| Wirksamkeit und Sicherheit einer verlängerten Verabreichung von Fondaparinux im Vergleich zu Placebo bei Patienten nach Operationen einer Hüftfraktur. (Eriksson 2003)                                                                                              | PENTHIFRA PLUS                                                     | MC, R, DB, 2-armig | 656     | VTE während der doppelblinden Behandlungsphase. | Fondaparinux reduzierte Auftreten von: - VTE signifikant gegenüber Placebo (1,4 % vs. 35 %, RRR 95,9 %, p < 0,001) - Proximale TVT (0,9 % vs. 15,8 %, p < 0,001) - Symptomatische VTE (0,3 % vs. 2,7 %, p = 0,02) - Wirkung unabhängig von spezifischen Patientencharakteristika, Operations- oder Anästhesiemethoden. Klinisch relevante Blutungen waren vergleichbar. |
| Auswertung einer großen Krankenhausentlassungsdatenbank (Premier Perspective Database) zum Auftreten klinisch nachgewiesener VTE in Abhängigkeit vom verwendeten Antithrombotikum nach größeren orthopädischen Operationen. (Shorr 2007)                            | Shorr-Register (Hüftfrakturen, Kniegelenkersatz, Hüftgelenkersatz) | Retrospektiv | 144.806 | Anteil der Patienten mit VTE in Abhängigkeit von der Art des eingesetzten Antithrombotikums.                                                              | Primärer Endpunkt: Fondaparinux reduzierte VTE signifikant gegenüber Enoxaparin (1,5 % vs. 2,3 %), Dalteparin (2,1 %), UFH (4,2 %) (p < 0,0001 für Enoxaparin/UFH, p = 0,0370 für Dalteparin). Sekundäre Endpunkte: - Weniger VTE und Wiederaufnahme unter Fondaparinux während des Krankenhausaufenthalts vs. NMH/UFH. - Signifikant geringere Krankenhausmortalität (0,6 % vs. NMH 1,1 %, UFH 2,2 %; p < 0,001). - Blutungsraten vergleichbar zwischen Fondaparinux und NMH (1,5 %), jedoch 25 % höhere Blutungen bei UFH (OR 1,27; p = 0,021). |
| Überprüfung, ob Fondaparinux das Thromboembolierisiko im Vergleich zu Dalteparin senkt. (Agnelli 2005) | PEGASUS-Studie                                                     | MC, R, DB | 2.927   | Auftreten einer VTE während der Prophylaxedauer (bis 10. Tag).                                                                                            | Fondaparinux reduzierte VTE tendenziell gegenüber Dalteparin (4,6 % vs. 6,1 %; RRR 25 %; p = 0,144). Bei Patienten mit malignen Grunderkrankungen war das Risiko für eine VTE unter Fondaparinux im Vergleich zu Dalteparin signifikant erniedrigt (4,7 % vs. 7,7 %; RRR 39 %; p = 0,021). Die Inzidenz schwerer Blutungen war vergleichbar. |
| Wirksamkeit und Sicherheit von Fondaparinux 2,5 mg zur Thromboseprophylaxe bei akut erkrankten internistischen Patienten mit einem Mindestalter von 60 Jahren (mittleres Alter 75 Jahre). (Cohen 2006)                                                              | ARTEMIS-Studie                                                     | MC, R, DB, Placebo-kontrolliert | 849     | Auftreten einer VTE während der Prophylaxedauer (6–14 Tage).                                                                                              | Fondaparinux reduzierte VTE signifikant gegenüber der Kontrollgruppe (5,6 % vs. 10,5 %; RRR 47 %; p < 0,05). Bis Tag 15 keine LE unter Fondaparinux (in Kontrollgruppe 1,5 %). Die Inzidenz schwerer Blutungen war in beiden Gruppen vergleichbar (0,2 %). Gesamtmortalität nach 32 Tagen war unter Fondaparinux nicht signifikant geringer als in der Kontrollgruppe (3,3 % vs. 6,0 %; p = 0,06). |
| Subkutan verabreichtes Fondaparinux versus intravenös verabreichtes Heparin zur Initialbehandlung der LE. (Büller 2003) | MATISSE PE                                                         | MC, R, O Parallelgruppenstudie | 2.213   | Wiederauftreten einer symptomatischen VTE innerhalb von 3 Monaten.                                                                                        | Unter Fondaparinux reduzierte Inzidenz: - Wiederauftretende VTE gegenüber UFH (3,8 % vs. 5,0 %; RRR 24 %) - VTE bei aktiver Krebserkrankung (8,9 % vs. 17,2 %) Inzidenz schwerer Blutungen/Mortalität waren vergleichbar (Fondaparinux: 1,3 % / 5,2 %; UFH: 1,1 % / 4,4 %). Keine signifikanten Unterschiede in spezifischen Patientencharakteristika. |
| Wirksamkeit und Verträglichkeit von Fondaparinux 2,5 mg vs. Placebo bei Patienten mit akuter isolierter OVT, d. h. ohne begleitende TVT oder symptomatische LE;da es derzeit keine Standardtherapie gab, wurde Fondaparinux mit Placebo verglichen. (Decousus 2010) | CALISTO-Studie                                                     | MC, R, CB, International, Placebo-kontrolliert | 3.002   | Kombination aus symptomatischer TVT oder LE, OVT-Ausdehnung, OVT-Rezidiv oder Todesfälle jeglicher Ursache bis Tag 47. Nachbeobachtung bis Tag 77.        | Fondaparinux reduzierte: - relatives Risiko für kombinierten Endpunkt TVT und LE um 85 % gegenüber Placebo (0,2 % vs. 1,3 %; p < 0,001). NNT von 88 zur Verhinderung einer TVT oder LE. Zwei Todesfälle unter Fondaparinux, einer bei Placebo. Behandlungserfolg bis Tag 77 konsistent. Jeweils eine schwere Blutung (0,1 %). |
| Registerstudie zum Management und Outcome von Patienten mit OVT unter Praxisbedingungen. (Bauersachs 2021) | INSIGHTS-SVT                                                       | Prospektive, MC, nicht-interventionelle Studie 3- bzw. 12-Monats-Follow-up in Deutschland (Kliniker und niedergelassene Ärzte mit OVT-Expertise). | 1.150   | Inzidenz symptomatischer VTE; umfasst TVT, LE und rezidivierende oder extendierende OVT zum 3-Monats-Follow-up.                                           | Inzidenz symptomatischer VTE war unter Fondaparinux im Vergleich zu NMH geringer (4,4 % vs. 9,6 %, nach Adjustierung von Propensity Score und Behandlungsdauer) Mit rezidivierenden VTE-Ereignissen assoziierte Faktoren: - OVT-Vorgeschichte (HR=2,33) - Alter (HR=0,97) - Therapiedauer (HR=0,92) - Thrombuslänge (HR=1,03) |
| Vergleich von Fondaparinux und Enoxaparin zur Behandlung des akuten Koronarsyndroms (ACS). (Yusuf 2006) | OASIS-5                                                            | MC, R, DB | 20.078  | Primärer Wirksamkeitsendpunkt: Kombination aus Tod, Myokardinfarkt oder refraktärer Ischämie an Tag 9. Die Nachbeobachtung erfolgte über 3 bzw. 6 Monate. | Auftreten des primären Endpunkts an Tag 9: Fondaparinux vs. Enoxaparin (5,8 % vs. 5,7 %). Unter Fondaparinux: - Signifikante Mortalitätsreduktion an Tag 30 (2,9 % vs. 3,5 %; p = 0,02) - Anhaltende Reduktion der Mortalität bis Tag 180 (5,8 % vs. 6,5 %; p = 0,05) - Signifikant niedrigere Rate schwerer Blutungen an Tag 9 (2,2 % vs. 4,1 %; p < 0,001) Der Blutungsraten-Unterschied blieb während der Nachbeobachtung bestehen. |
| Fondaparinux im Vergleich zu niedermolekularem Heparin bei Patienten mit Myokardinfarkt ohne ST-Hebung (NSTEMI). (Szummer 2015) | SWEDHEART Register                                                 | Retrospektive Datenbankanalyse | 40.616  | Schwere Blutungen während der Hospitalisierung und Tod, Tag 30 und 180; schwere Blutungen, Tod, Schlaganfall und rezidivierter Myokardinfarkt.            | Mit Fondaparinux gegenüber Enoxaparin: - Reduzierte Rate schwerer Blutungen (1,1 % vs. 1,8 %; adjustierte Risikoreduktion RR 0,54) - Niedrigeres kombiniertes Risiko von schweren Blutungen oder Tod im Krankenhaus bis Tag 30/180 (RR: 0,68/0,72) - Geringere Krankenhausmortalität (2,7 % vs. 4,0 %; RR 0,75) - Geringere Mortalität bis Tag 30 (4,2 % vs. 5,8 %; RR 0,82) und Tag 180 (8,3 % vs. 11,8 %; RR 0,76) Vergleichbare Raten bis Tag 30/180 für: - Schlaganfall (RR 1,1 / 0,98) - Rezidivierter Myokardinfarkt (9,0 % vs. 9,5 % / 14,2 % vs. 15,8 %) Unter Fondaparinux Risiko für Myokardinfarkt, Schlaganfall oder Tod signifikant geringer bis Tag 30/180 (RR 0,87 / 0,85). Geringere Blutungsraten bei Patienten mit eingeschränkter Nierenfunktion unter Fondaparinux im Vergleich zu Enoxaparin. |
| Effekte von Fondaparinux auf Mortalität und Re-Infarkte bei Patienten mit akutem ST-Hebungs-Infarkt. (Yusuf 2006) | OASIS-6                                                            | MC, R, DB | 12.092  | Primärer Wirksamkeitsendpunkt: Kombination aus Tod und Re-Infarkt bis Tag 30.                                                                             | Fondaparinux reduzierte: - primären Endpunkt signifikant gegenüber der Kontrollgruppe: 9,7 % vs. 11,2 %; p < 0,05 - Mortalität, insbesondere bei kardialen Todesfällen Hinsichtlich der Effekte keine Unterschiede zwischen den beiden Strata von Fondaparinux. Stratum 2: Untergruppe mit primärer perkutaner Koronarintervention profitierte nicht von Fondaparinux. Für die übrigen Patienten war Fondaparinux effektiver als UFH in der Prävention von Tod und Re-Infarkt nach 30 Tagen und am Studienende. Inzidenz schwerer Blutungen waren vergleichbar, aber Trend zu selteneren schweren Blutungen unter Fondaparinux (1,0 % vs. 1,3 %). |
| Abkürzungen 1. 2. 3. 4. |                                                                    | |         | | |

## Empfehlungen in Leitlinien
Fondaparinux wird für verschiedene Erkrankungen in aktuellen Leitlinien empfohlen:
- European Society of Cardiology (ESC) 2023: Management of Acute Coronary Syndrome[16]
- European Society of Cardiology (ESC) 2020: Management & Diagnosis of Acute Pulmonary Embolism[17]
- European Society for Vascular Surgery (ESVS) 2021: Management of Superficial Vein Thrombosis (SVT)[18]
- World Health Organisation (WHO) 2021: COVID-19 Clinical Management
- American Society of Haematology (ASH) 2018: Management of VTE prevention in medical patients[19]
- American College of Chest Physicians (ACCP): Antithrombotic Therapy and Prevention of Thrombosis Guidelines, 9th Edition. 2012[20]

## Handelsnamen
Arixtra (EU, USA), Generika